# Chiamata dei primi discepoli di Gesù

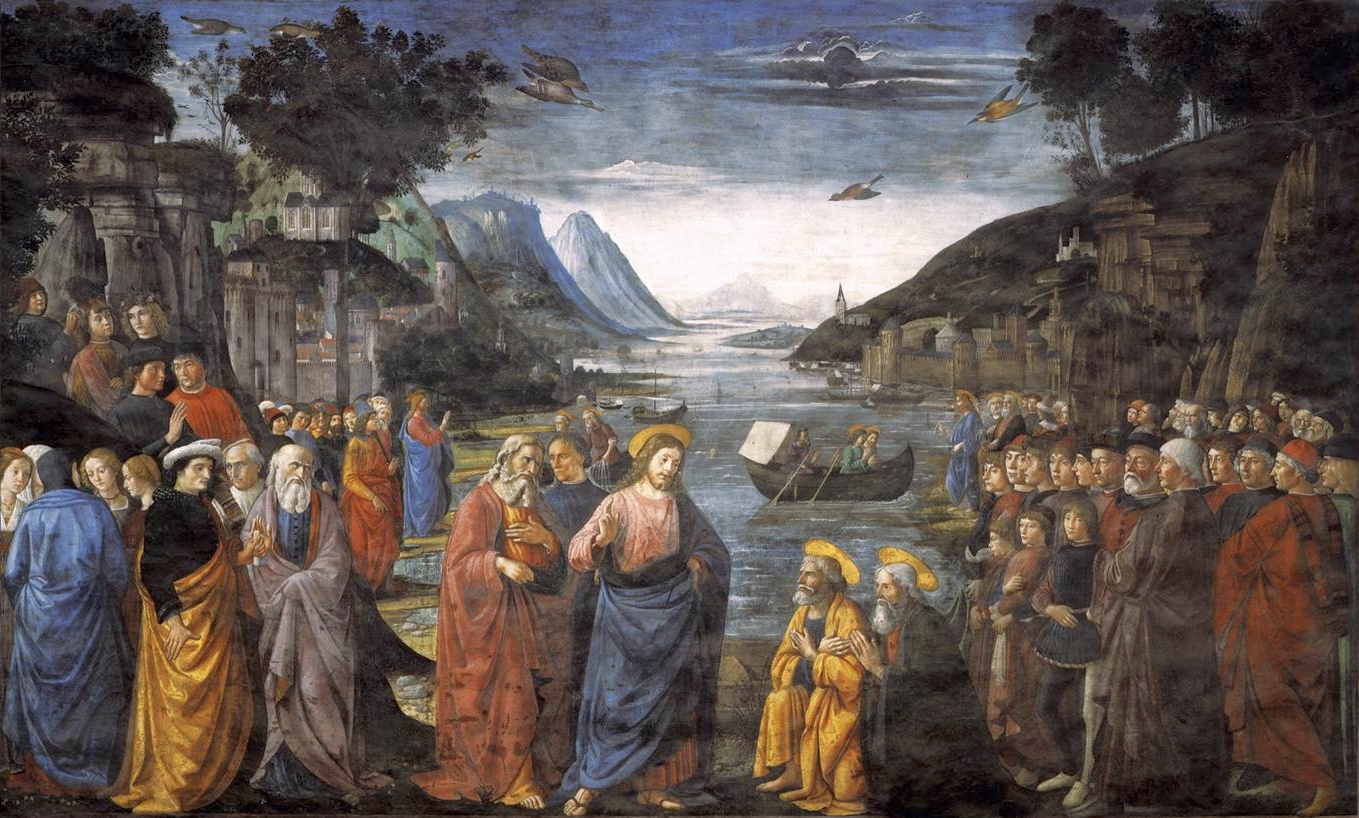
Ghirlandaio, Vocazione dei primi apostoli, affresco, 1481-148, Cappella Sistina

La chiamata dei primi discepoli di Gesù è un episodio narrato dai vangeli canonici.

## Vangeli sinottici
Secondo i vangeli sinottici, Gesù scelse i suoi primi apostoli in Galilea presso il Lago di Tiberiade (chiamato anche Lago di Genèsaret e mare di Galilea) all'inizio della sua predicazione. I primi quattro discepoli ad essere chiamati furono due coppie di fratelli, Andrea, Pietro, Giacomo e Giovanni. Gesù li vide mentre esercitavano il loro mestiere di pescatori e li invitò ad andare con lui ed essi, lasciate le reti, lo seguirono. Il Vangelo secondo Luca associa alla chiamata dei primi discepoli l'episodio della pesca miracolosa.

## Vangelo di Giovanni
Secondo il Vangelo secondo Giovanni Gesù chiamò i primi discepoli quasi subito dopo il suo battesimo e l'evento avvenne nei pressi di Betania, in Giudea. Giovanni Battista, mentre si trovava con due suoi discepoli, indicò Gesù definendolo l'Agnello di Dio e i due uomini (Andrea e un altro discepolo di cui non viene citato il nome) lo seguirono. Andrea andò poi da suo fratello Pietro dicendo di avere trovato il Messia e lo condusse da Gesù. In seguito l'evangelista racconta le chiamate di Filippo e Natanaele, non raccontate dai sinottici. Questo vangelo non dice invece nulla sulla chiamata di Matteo, raccontata da tutti e tre i sinottici.

## Differenze tra i vangeli
Tra i vangeli sinottici e il vangelo di Giovanni si ravvisano delle differenze in merito al luogo e al momento in cui i primi apostoli furono scelti.
Secondo alcuni commentatori, queste divergenze non sarebbero inconciliabili. È possibile infatti, come raccontato dal vangelo di Giovanni, che il primo incontro di Gesù con Andrea, Pietro e Giovanni (che secondo la tradizione è il discepolo di cui non viene citato il nome) sia avvenuto a Betania poco dopo il suo battesimo. Dopo il ritorno in Galilea sia di Gesù che dei suoi futuri discepoli (che dopo l'arresto di Giovanni Battista sarebbero tornati nella loro città riprendendo il mestiere di pescatori), sarebbe avvenuto sul Lago di Tiberiade un nuovo incontro da cui sarebbe scaturita la chiamata definitiva, da parte di Gesù, dei tre uomini (con l'aggiunta di Giacomo, fratello di Giovanni), come raccontato dai vangeli sinottici

## Analisi teologica
Secondo diversi commentatori, l'episodio della chiamata dei primi discepoli contiene poca cronaca e molta teologia. I sinottici comunicano che Gesù chiama le persone a seguirlo dove esse si trovano, nella situazione concreta della loro vita quotidiana. Diventare discepoli di Gesù significa lasciare il tipo di vita condotto fino a quel momento: le cose che prima erano necessarie diventano secondarie. L'identità di chi viene chiamato ad essere discepolo rimane, ma cambia l'oggetto della sua azione. Il vangelo di Luca sottolinea che i discepoli seguono Gesù non solo dopo averlo sentito parlare, ma dopo avere assistito a eventi prodigiosi ad opera sua. Il vangelo di Giovanni invece evidenzia che i primi discepoli di Gesù erano uomini in ricerca, che aspettavano il Messia e il Regno di Dio. Partendo dall'indicazione di Giovanni Battista, che come precursore di Gesù aveva la funzione di preparargli la strada, riconoscerlo e additarlo, nasce in loro il desiderio di un incontro personale con Gesù. Con la domanda che cercate?" Gesù li invita a chiarire il senso della loro ricerca, ma essi rispondono con un'altra domanda, dove abiti?", con cui vogliono sapere chi era Gesù e la famiglia da cui veniva, elementi all'epoca importanti per determinare il prestigio sociale di una persona. Invece di rispondere, Gesù li invita ad andare con lui, cioè a dargli fiducia, condizione essenziale per il proseguimento del rapporto. Integrando il racconto dei sinottici con quello di Giovanni, si deduce che la sequela di Gesù è un cammino scandito da diversi passaggi, in cui l'iniziativa di Gesù è determinante, ma richiede da parte del discepolo un atteggiamento di ricerca e disponibilità.